# Ore canoniche
Le ore canoniche sono un'antica suddivisione della giornata sviluppata nella Chiesa cattolica per la preghiera in comune, detta anche "Ufficio divino".
Questa pratica liturgica deriva dall'uso di recitare preghiere, in modo particolare i salmi del salterio, ad ore prestabilite: ad esempio nel libro degli Atti si riporta che Pietro e Giovanni andavano al tempio per la preghiera pomeridiana. Il salmo 119 dice: Sette volte al giorno ti lodo per la tua giusta legge.
La pratica delle ore canoniche è osservata da molte chiese, fra cui la Chiesa cattolica, le Chiese ortodosse e la Comunione anglicana.
In particolare nella Chiesa cattolica di rito latino si riferisce anche ad un ordine di preghiere chiamato liturgia delle ore (liturgia horarum), ufficio divino (divinum officium), opus Dei (opera di Dio). Questo ordine di preghiere è contenuto nel "libro delle ore". La suddivisione oraria è approssimativa, variando nell'antichità secondo le stagioni e la latitudine.
- A qualsiasi ora del giorno: Ufficio delle letture (tradizionalmente celebrato durante la notte, prima dell'alba: da qui il nome tradizionale di mattutino o "ufficio di vigilia" in diverse comunità religiose; "orthros" nelle Chiese orientali)
- All'alba: lodi, in occidente separato dal mattutino; detto anche "preghiera del mattino"
- Alle 6.00: Prima (oggi abolita nel rito latino di papa Paolo VI)
- Alle 9.00: Terza
- Alle 12.00: Sesta
- Alle 15.00: Nona
- Al tramonto: Vespri
- Prima di coricarsi: Compieta

## Giudaismo antico
Le ore canoniche derivano dalla preghiera liturgica ebraica. Nel libro dell'Esodo Dio comanda agli israeliti di offrire sacrifici di animali al mattino, pomeriggio e alla sera. Dopo qualche tempo questi sacrifici vennero offerti al Tempio di Gerusalemme. Durante l'esilio babilonese, con la prima distruzione del Tempio, si costruirono le prime sinagoghe, con funzioni (a ore fisse della giornata) di lettura della Torah, salmi e inni. Questo "sacrificio di lode" cominciò a prendere il posto dei sacrifici di animali.
Dopo che il popolo ritornò in Giudea, il precedente servizio di preghiera venne incorporato nel culto del tempio. Gli ebrei della "diaspora" nell'impero romano adottarono il sistema di organizzare la propria attività giornaliera scandendola con momenti di preghiera. Nelle città romane la campana del Foro suonava la prima volta alle 6.00 (prima ora), poi a metà mattina (terza ora, circa le 9.00), poi per l'intervallo del pranzo a mezzogiorno (ora sesta), l'inizio del pomeriggio era alle 15.00 (ora nona), infine il giorno lavorativo aveva termine circa alle 18.00 (ciò che sarà la preghiera serale)

## Primo cristianesimo
Nel Nuovo Testamento il primo miracolo degli apostoli ha luogo sui gradini del tempio, dove Pietro e Giovanni si erano recati per la preghiera (At 3,1-8). Anche la visione di Pietro sull'ingresso dei gentili avviene mentre egli sta pregando a mezzogiorno (At 2,9-16).
La pratica di pregare ad ore fisse si mantenne anche quando la chiesa cristiana cominciò a separarsi dal giudaismo. Nella chiesa primitiva si recitavano i salmi (At 4,23-30), che da allora hanno sempre fatto parte delle ore canoniche e della preghiera cristiana. La Didaché, uno dei primi testi cristiani risalente al I o II secolo, raccomandava ai discepoli di recitare la preghiera del Signore tre volte al giorno; quest'uso si è mantenuto nelle ore canoniche.
Verso il II e III secolo alcuni padri della Chiesa come Clemente di Alessandria, Origene e Tertulliano scrivono a proposito della pratica della preghiera del mattino e della sera, e delle preghiere di Terza, Sesta e Nona. Esse potevano essere individuali o comunitarie. A partire dal III secolo i padri del deserto (i primi monaci ed eremiti) cominciarono a vivere secondo il comando di San Paolo di "pregare senza interruzioni" (prima lettera ai Tessalonicesi, 5,17) con turni di gruppi di monaci ad ore fisse.

## Rito latino
Questo uso, ritenuto quindi di origine apostolica, è stato "formalizzato" nel 525 da San Benedetto, che compose il primo ufficio di preghiere delle ore. Nel IX secolo esso consiste in otto suddivisioni del giorno e quattro ore notturne (denominate notturni, vigilie o veglie). Basato principalmente su salmi o cantici della Bibbia, con il tempo si sono aggiunti inni, letture agiografiche e altre preghiere.
Con la riforma cluniacense dell'XI secolo venne data una particolare importanza alla liturgia delle ore, con a capo il monastero di Cluny. La Curia Romana non prescrisse un breviario romano ufficiale fino all'XI secolo, nello sforzo di dare uniformità ai vari usi diffusi nelle varie chiese dell'Occidente.

### Medioevo
A partire dal IV secolo le ore canoniche assunsero all'incirca la forma di base mantenuta fino ai giorni nostri. Mentre per i "secolari", cioè per gli ecclesiastici non monaci e per i laici le ore di preghiera erano non eccessivamente lunghe, nei monasteri esse avevano uno sviluppo maggiore, con l'aggiunta di preghiere. In alcune chiese rette da monaci esse potevano avere anche una forma ibrida, secolare e monastica. San Benedetto, nella sua famosa Regola, si ispirò alle forme in uso nelle basiliche di Roma. Egli sviluppò anche il concetto dell'unione dell'attività spirituale con quella fisica, sintetizzata nel detto a lui attribuito: ora et labora, e orare est laborare, laborare est orare, cioè pregare è lavorare, lavorare è pregare. Perciò le ore di preghiera presero il nome di ufficio divino (ufficio nel senso di lavoro). I benedettini cominciarono a chiamare le preghiere come Opus Dei, cioè opera di Dio.
Man mano che l'ufficio divino aumentava d'importanza nella vita della Chiesa il rituale diveniva sempre più elaborato. Si cominciò ad avere necessità di vari libri, come il Salterio per i salmi, il Lezionario per i brani della Bibbia da leggere in ciascun giorno, la Bibbia per le scritture, l'innario per gli inni ecc. Con l'accresciuta importanza delle parrocchie nel Medio Evo, rispetto alle cattedrali e ai monasteri, si rese necessario un metodo più semplice e conciso per la celebrazione delle ore. Si ebbero così i primi breviari, nei quali si trova lo schema per l'ufficio giornaliero ed i testi da leggere. Anche a Roma si diffusero i breviari e papa Innocenzo III ne prescrisse l'uso per la Curia romana. Quando i francescani decisero di usare un breviario in volume unico da usare in viaggio, essi adottarono il Breviarium Curiae, sostituendo però il salterio gallicano a quello romano. Questo breviario divenne molto diffuso in Europa e papa Niccolò III adottò infine il breviario francescano anche a Roma. Con il XIV secolo il breviario conteneva l'intero ciclo delle ore canoniche.

### Concilio di Trento
Nel periodo successivo al Concilio di Trento il breviario romano divenne il libro di uso generale per l'ufficio divino nell'intera chiesa latina. La revisione del breviario (assieme a quella del messale) venne demandata ai papi poiché il concilio non fece in tempo ad occuparsene completamente. Si riaffermò l'obbligo per i chierici ed i religiosi di pregare l'intero ufficio giornalmente a nome della chiesa. Gli ordini religiosi tradizionali mantenevano l'obbligo del coro, cioè l'ufficio veniva cantato da monaci e frati riuniti, oppure dai canonici delle cattedrali e collegiate, a cui assistevano anche i fedeli. Un'eccezione fu costituita dalla nuova congregazione religiosa fondata nel XVI secolo, i gesuiti, che non avevano più l'obbligo del coro.

### Le riforme precedenti il Concilio Vaticano II
Altri papi operarono in seguito periodiche revisioni del breviario tridentino. Il primo fu papa Pio V nel 1568. Altre edizioni furono pubblicate da Sisto V, Clemente VIII, Urbano VIII, Clemente XI ed altri. Un'importante revisione fu fatta nel 1911 durante il papato di Pio X, con la quale fu ripristinato l'uso di recitare tutti i 150 salmi ogni settimana e furono eliminate alcune ripetizioni. Papa Pio XII fece un'ulteriore riforma del breviario, con l'utilizzo di nuove traduzioni per i salmi e con l'istituzione di una commissione per lo studio della revisione del breviario e la consultazione dei vescovi sulla proposta. Anche Giovanni XXIII si occupò della questione, che venne infine trattata al Concilio Vaticano II.

### Le riforme del Concilio Vaticano II
Dopo il concilio Vaticano II la Chiesa cattolica di rito romano decise di operare una semplificazione delle ore canoniche in modo tale da rendere l'ufficio divino più accessibile ai laici, per ridare all'ufficio il carattere di preghiera dell'intera Chiesa e non solo monastica.
Con il Motu Proprio Summorum Pontificum del 7 luglio 2007, Papa Benedetto XVI concesse a tutti i chierici la libertà di recitare il breviario tradizionale che era in vigore nel 1962 in alternativa alla Liturgia delle Ore pubblicata dopo la riforma liturgica. Tale esercizio venne poi di nuovo limitato da Papa Francesco con il Motu Proprio Traditionis custodes del 16 luglio 2021.
Si è abolito l'ufficio di Prima, mentre il Mattutino è stato cambiato in modo tale da poter essere celebrato in ogni momento della giornata come ufficio di letture dalla Bibbia o agiografico.
Inoltre il salterio non è più letto integralmente in una settimana ma in quattro. I chierici sono ancora tenuti dalla legge canonica alla recita giornaliera dell'intera liturgia delle ore, e questa pratica, nelle varie comunità religiose, varia a seconda delle loro regole e costituzioni. Il concilio ha inoltre esortato i laici ad appropriarsi della pratica e attualmente molti ne recitano diverse porzioni. Inoltre il Concilio ha incoraggiato la pratica originaria della preghiera in gruppo; in precedenza essa era spesso recitata individualmente dal clero secolare.
L'attuale rito romano comprende due ore maggiori e cinque minori:
- Invitatorio (propriamente non è un'ora, ma l'introduzione alla prima ora, sia essa l'ufficio delle letture o la preghiera del mattino, nel qual caso è però facoltativo)
- Ufficio delle letture (in precedenza denominato Mattutino)
- Preghiera del mattino (Lodi)
- Preghiera della sera (Vespri)

Ore minori, una o tutte le seguenti:
- Preghiera di metà mattina (Terza)
- Mezzogiorno (Sesta)
- Metà pomeriggio (Nona)
- Preghiera della notte (Compieta)

#### Le ore maggiori
Le ore maggiori sono quelle del mattino (o Lodi) e della sera (Vespri). Quella del mattino ha un carattere di lode, quella della sera di ringraziamento. Entrambe seguono lo stesso schema:
- Un inno, composto dalla Chiesa.
- Due salmi, oppure uno solo lungo diviso in due parti, un cantico dalla scrittura tratto dall'Antico Testamento al mattino e dal Nuovo alla sera.
- Un brano breve dalla Bibbia.
- Un responsorio, solitamente un versetto dalla scrittura, oppure un brano di poesia liturgica.
- Un cantico tratto dal Vangelo di Luca: il Benedictus (cantico di Zaccaria) al mattino, il Magnificat (cantico di Maria) alla sera.

- Intercessioni, composte dalla Chiesa
- La preghiera del Signore
- L'orazione conclusiva
- La benedizione impartita dal prete o dal diacono, se presente. Altrimenti una conclusione breve se sono presenti solo laici o se recitato individualmente

#### Le ore minori
Le ore minori seguono uno schema più semplice:
- un inno
- tre salmi corti, oppure un salmo lungo diviso in tre parti.

Spesso viene recitata una parte del salmo 119, il più lungo del salterio:
- un brano breve della scrittura, seguito da un responsorio
- preghiera conclusiva
- una conclusione breve, specialmente se si tratta di una celebrazione corale.

L'ufficio delle letture espande lo schema delle ore del giorno:
- un inno
- uno o due salmi lunghi divisi in due parti
- un brano lungo della bibbia, solitamente dello stesso libro della bibbia per l'intera settimana
- un brano agiografico lungo, sulla vita di un santo o di un martire, oppure un trattato teologico di commento dei brani della scrittura, o brani da documenti conciliari
- nelle sere precedenti le domeniche o altri giorni festivi, l'ufficio può diventare una "vigilia" con l'inserimento di tre cantici dal vecchio testamento o con letture evangeliche
- il Te Deum (alla domenica, solennità o feste, eccetto che in quaresima)
- preghiera conclusiva
- una conclusione breve, specie nelle celebrazioni comunitarie

La preghiera notturna ha un carattere preparatorio per la vita eterna:
- l'esame di coscienza
- un inno
- un salmo, o due salmi brevi, oppure il salmo 91.
- una breve lettura della bibbia
- il responsorio In manus tuas, Domine (nelle tue mani, o Signore)
- il cantico di Simeone, Nunc dimittis, dal vangelo di Luca con l'antifona Proteggici o Signore
- una preghiera conclusiva
- una benedizione finale
- un'antifona a Maria

In ogni ufficio i salmi e i cantici sono intervallati da antifone e conclusi da una dossologia.

#### Tempi liturgici
Oltre all'uso di utilizzare l'intero ciclo di 150 salmi nell'arco di quattro settimane, la Chiesa mantiene un ulteriore ciclo di inni, letture, salmi, cantici e antifone per particolari feste e tempi del calendario liturgico romano. Questo ciclo è detto "proprio del tempo" (cioè avvento, natale, quaresima e pasqua) e il "proprio dei santi" per le feste dei vari santi.

## Rito bizantino
Ciascun giorno della settimana ha una propria commemorazione:
1. Domenica: la Resurrezione del Signore;
2. Lunedì: i santi Angeli e tutte le Potenze celesti;
3. Martedì: san Giovanni Battista;
4. Mercoledì: la Madre di Dio e la santa croce;
5. Giovedì: i santi Apostoli;
6. Venerdì: la Passione del Signore;
7. Sabato: tutti i santi e i fedeli defunti.

| Nome in greco               | Nome in italiano        | Tempo         | Tema |
| --------------------------- | ----------------------- | ------------- | --- |
| Esperinòs (Εσπερινός)       | Vespri                  | 18.00 - 21.00 | La creazione del mondo, la caduta di Adamo e la misericordia di Dio.                                                       |
| Apòdipnon (Aπόδειπνον)      | Compieta                | 21.00 - 00.00 | Il sonno come immagine della morte, illuminata dalla Discesa di Cristo agli inferi dopo la crocifissione.                  |
| Mesonyktikòn (Mεσονυκτικόν) | Preghiera di Mezzanotte | 00.00 - 03.00 | La preghiera di Gesù Cristo a Mezzanotte nel Getsemani, l'attesa dello Sposo a mezzanotte e il ricordo del Giudizio finale |
| Orthros (Ὄρθρος)            | Mattutino               | 03.00 - 06.00 | Il Signore non ci ha dato solo la luce del mattino, ma anche la luce spirituale di Cristo.                                 |
| Pròti Ora (Πρώτη Ώρα)       | Ora Prima               | 06.00 - 09.00 | La Resurrezione di Gesù Cristo.                                                                                            |
| Trìti Ora (Τρίτη Ώρα)       | Ora Terza               | 09.00 - 12.00 | La condanna di Ponzio Pilato e la discesa dello Spirito Santo sui discepoli a Pentecoste.                                  |
| 'Ekti Ora (Έκτη Ώρα)        | Ora Sesta               | 12.00 - 15.00 | La Crocifissione di Gesù Cristo.                                                                                           |
| Enàti Ora (Ενάτη Ώρα)       | Ora Nona                | 15.00 - 18.00 | La morte di Gesù Cristo in croce.                                                                                          |

Nei monasteri le Ore vengono celebrate regolarmente. In molte parrocchie è comune alla domenica l'uso di leggere le preghiere di Terza e Sesta prima della Celebrazione Eucaristica; in altre chiese si celebra il Mattutino. In entrambi i casi non ci sono pause fra un ufficio e l'altro.
Il nuovo giorno liturgico comincia con la celebrazione dei Vespri, in particolare al canto del Prokeìmenon, e non alla mezzanotte.
Schema dei Vespri:
- Preghiere iniziali;
- Salmo 103 (Numerazione dei LXX);

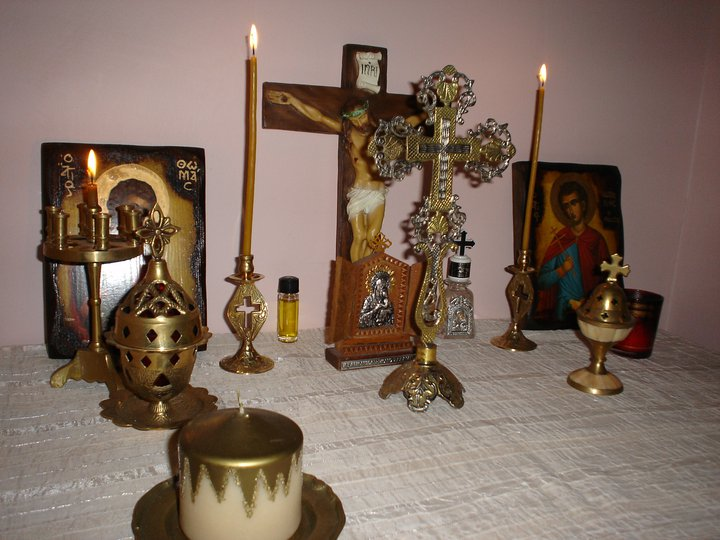

- Lettura di una stazione del Salterio, di solito omessa nelle parrocchie;
- Signore, a te ho gridato (salmo 140), seguito dai salmi 141, 129, 116;
- L'inno Luce gioiosa;
- Prokeìmena della sera, che precedevano anticamente le letture dall'Antico Testamento;
- Concedici, Signore, in questa sera;
- Apòsticha;
- Nunc dimittis;
- Preghiera del Trisàgio;
- Apolytìkia e Theotokìon del giorno;
- Congedo.

La Compieta e la Preghiera di Mezzanotte hanno uno schema fisso quotidiano. La Compieta può essere integrata con il canto di un Canone, spesso quello di Preparazione alla Comunione. La Preghiera di Mezzanotte cambia schema solamente al sabato e alla domenica. L'Orològion, o Libro delle Ore, riporta tutte le eccezioni di questi uffici.

Il Mattutino, l'ufficio più complesso del rito bizantino, è suddiviso in Mattutino vero e proprio e Lodi.
Schema del Mattutino:
- Preghiere iniziali;
- Salmi 19 e 20 (Ti ascolti il Signore), di solito omessi nelle parrocchie;
- Esàsalmo, una raccolta fissa di sei salmi, il 3, il 37, il 62, l'87, il 102 e il 142;
- Il Signore è Dio, seguito dagli Apolytìkia e dal Theotokìon del giorno;
- Prima stazione, con la lettura del Salterio - di solito omessa nelle parrocchie - e seguita da alcuni tropari;
- Seconda stazione, con la lettura del Salterio - di solito omessa nelle parrocchie - e seguita da alcuni tropari;
- Terza stazione, se richiesta dal Typikòn, con la lettura del Salterio - di solito omessa nelle parrocchie - oppure Polyèleos nelle grandi Feste (salmi 134 e 135 nelle Feste del Signore, salmo 44 nelle feste della Vergine), seguiti entrambi da alcuni tropari;
- Nei sabati si cantano le Benedizioni funebri (Il coro dei santi) e nelle domeniche si cantano le Benedizioni della Resurrezione (Stupì il popolo degli angeli);
- Nelle domeniche si canta il Graduale secondo il tono della settimana, invece nelle grandi feste una parte del Graduale del tono 4;
- Nelle domeniche e nelle grandi feste si canta il Prokeìmenon dell'alba, seguito dalla lettura del Vangelo;
- Nelle domeniche, al Vangelo segue il Contemplata la Resurrezione di Cristo;
- Salmo 50, cantato nelle domeniche;
- Canoni, intervallati dalle nove odi dell'Antico Testamento, quest'ultime omesse nelle parrocchie;
- Dopo la III Ode, Stazione;
- Dopo la VI Ode, Kondàkion e Stanza, seguiti dalla lettura del Martirologio;
- Nelle domeniche e nelle grandi feste, secondo il Typikòn di Violàkis, si cantano le Katavasìe, mentre secondo il Typikòn di San Saba si cantano separatamente dopo ogni Ode;
- Magnificat;
- Exapostilària.

Schema delle Lodi:
- Salmi Laudativi (148, 149, 150);
- Nelle domeniche e nelle grandi feste si canta la Grande Dossologia, nei giorni feriali si recita la Piccola Dossologia;
- Nei giorni feriali si cantano gli Apòsticha e il È bene confessare il Signore;
- Nei giorni feriali si recita la Preghiera del Trisàgio e si cantano gli Apolytikia e il Theotokìon, seguiti dal congedo, invece nelle domeniche e nelle grandi feste alla Grande Dossologia segue la Celebrazione Eucaristica.

Le Ore Prima, Terza, Sesta e Nona hanno uno schema comune:
- Preghiere iniziali;
- Tre salmi dal Salterio;
- Apolytìkion del giorno;
- Versetti;
- Preghiera del trisàgio;
- Kondàkion del giorno oppure Ypakoì nelle domeniche;
- 40 Kyrie eleison;
- Preghiera di ogni tempo;
- Assoluzione dell'Ora.

Questi gli schemi del tempo ordinario. Durante la Quaresima e il Tempo Pasquale gli uffici seguono schemi differenti.

## Nella Chiesa d'Inghilterra
Il rito anglicano è usato dalle Chiese della Comunione anglicana e dalle comunità anglicane che sono passate alla Chiesa cattolica.
Il Book of Common Prayer costituisce la base della preghiera anglicana. Esso contiene l'ufficio del mattino (Morning Prayer) e della sera (Evening Prayer).
Le diverse Chiese della Comunione anglicana hanno sviluppato vari libri liturgici ispirati allo schema base, fra cui anche il Breviario anglicano, usato da gruppi anglocattolici e ispirato al rito romano precedente il Concilio Vaticano II.
La maggior parte dei libri di servizio liturgici prevede quattro uffici:
- Morning Prayer, corrispondente al Mattutino alle Lodi mattutine.
- Prayer During the Day, comprendente le stesse ore della Terza, della Sesta, e della Nona.
- Evening Prayer, o Evensong, corrispondente ai Vespri.
- Night Prayer, o Compieta.

## Rito alessandrino o copto
Il ciclo liturgico quotidiano della Chiesa ortodossa copta è strutturato in questo modo:
- Ora Nona (se non è mercoledì o venerdì), Vespri, Compieta, Veglia di Protezione (solo nei monasteri), Canto dei Vespri (Tàsbeha, lett. "glorificazione"), Offerta dell'incenso vespertina;
- Preghiera di Mezzanotte, Canto del Mattutino (Tàsbeha), Lodi, Canto delle Lodi (Tàsbeha), Offerta dell'incenso mattutina;
- Ora Terza, Ora Sesta, (mercoledì e venerdì si aggiunge l'Ora Nona), Santa Messa.

Il nuovo giorno liturgico inizia con l'Offerta dell'incenso vespertina. 
Nelle parrocchie solitamente non si celebrano Prima e Canto delle Lodi, iniziando direttamente con l'Offerta dell'incenso mattutina. Il Canto dei Vespri e del Mattutino solitamente vengono celebrati insieme di sera.

Nella Chiesa copta la Liturgia delle Ore, chiamata Agpìa, viene recitata sia privatamente sia collettivamente. 
| Nome                    | Orario | Tema |
| ----------------------- | ------ | --- |
| Lodi                    | 06:00  | Contempla la Resurrezione del Signore. Si prega al mattino appena alzati, per ringraziare Dio per l’inizio di un nuovo giorno e per glorificare la sua Resurrezione. |
| Ora Terza               | 09:00  | Contempla la condanna a morte del Signore e la discesa dello Spirito Santo il giorno di Pentecoste.                                                                  |
| Ora Sesta               | 12:00  | Contempla la crocifissione del Signore. |
| Ora Nona                | 15:00  | Contempla la morte in croce del Signore. |
| Vespri                  | 17:00  | Contempla la deposizione dalla croce del Signore. |
| Compieta                | 18:00  | Contempla la sepoltura del Signore e il Giudizio Universale, in quanto è l’ultima ora del mattino.                                                                   |
| Veglia di Protezione    | Sera   | Questa preghiera è riservata ai monaci ma è rivolta anche ai laici per la meditazione personale. Viene recitata quotidianamente nei monasteri.                       |
| Preghiera di Mezzanotte | Notte  | Contempla la Seconda Venuta del Signore. È composta da tre Vigilie, corrispondenti alle tre volte in cui il nostro Salvatore pregò nel Getsemani                     |

Schema delle Ore:

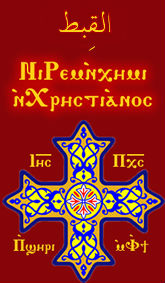

- Preghiere iniziali, che includono il Padre nostro, la Preghiera di Ringraziamento e il Salmo 50 (numerazione dei LXX);
- 12 Salmi (Terza, Sesta, Nona, Vespri e Compieta), 19 Salmi (Lodi), raccolta di salmi da ogni Ora (Veglia di Protezione);
- Un brano del Vangelo, fisso;
- Litanie, brevi strofe intervallate da Gloria. Ora e sempre;
- Gloria (solo alle Lodi);
- Preghiera della Sera (solo ai Vespri);
- Preghiera del Trisagio (facoltativa);
- Padre Nostro (facoltativo);
- Ave, Santa Maria, preghiera alla Vergine (facoltativo);
- Preambolo al Credo e Credo (solo Lodi, Nona, Compieta e Veglia di Protezione) (facoltativi);
- Kyrie eleison, cantato 41 volte (39 per le frustate che Cristo ha ricevuto nella Passione, uno per lancia e uno per la corona di spine);
- Confessione;
- Padre nostro;
- Assoluzione;
- La conclusione di ogni ora, detta anche Preghiera di ogni tempo;
- Padre nostro.

La Preghiera di Mezzanotte segue uno schema diverso. È suddivisa in tre Vigilie e contiene numerosi salmi, tra i quali il Salmo 118 (numerazione dei LXX). 
Nelle ferie di Quaresima si segue uno schema differente: 
- l'Offerta dell'incenso vespertina è soppressa;
- la Santa Messa si celebra soltanto di sera, per permettere ai fedeli di digiunare;
- Si aggiungono Vespri e Compieta (nei monasteri anche la Veglia di Protezione) alle altre Ore che precedono la Santa Messa.

Durante la Settimana Santa la Liturgia delle Ore segue uno schema proprio, in cui i dodici salmi vengono sostituiti dalla Lode Pasquale. Vengono celebrate le Ore e le Vigilie.
La Tàsbeha è un ufficio composto da inni e cantici che si susseguono, atti a glorificare il Creatore alla maniera degli angeli. Può essere celebrata anche dai fedeli, senza la presenza di un sacerdote. Contiene 4 Odi: il Cantico di Mosè, il salmo 135, il Cantico dei Tre Giovani e i salmi laudativi.
L'Offerta dell'incenso è un ufficio sacerdotale in cui viene offerto l'incenso a Dio alla maniera dei patriarchi dell'Antico Testamento. Si celebra sia al mattino che alla sera e di solito precede la celebrazione della Santa Messa. 
Schema dell'Offerta dell'incenso:
- Benedizione iniziale;
- Padre nostro;
- Preghiera di Ringraziamento;
- Inno dei Cembali;
- Preghiera per i defunti (solo di sera e il sabato mattina);
- Preghiera per i malati (solo di mattina);
- Preghiera per i viaggiatori (solo di mattina tranne di domenica, perché si presume che nessuno viaggi per partecipare all'Eucaristia);
- Preghiera per le offerte (solo di mattina ogni qual volta viene celebrata la Santa Messa);
- Gloria (solo di mattina) oppure Preghiera della sera (solo di sera);
- Preghiera del Trisagio;
- Dossologie, inni dedicati alla Madre di Dio, alle festività e ai Santi;
- Preambolo al Credo e Credo;
- La supplica Efnouti nai nan (Dio, abbi pietà di noi);
- Nelle Feste la Venerazione, in Quaresima le Suppliche quaresimali;
- La Preghiera del Vangelo con la lettura dal Vangelo;
- Le 5 Litanie Minori (per la pace, per i padri, per il luogo, per le stagioni, per le assemblee);
- Padre nostro;
- Assoluzione;
- Inno Finale e congedo.

## Rito siro-orientale
Il Rito siriaco orientale è praticato dalla Chiesa assira d'Oriente e dalla Chiesa cattolica caldea. Il nucleo dell'Ufficio quotidiano consiste nella recita dei Salmi. Vi sono solo tre ore regolari di servizio (Sera, Mezzanotte, Mattina), e la Complina è usata raramente. 
Nell'ufficio della sera si recita una selezione da quattro a sette salmi, variabili con i giorni della settimana, e una Shuraya, o piccolo salmo, che è generalmente un frammento del salmo 118, variabile da giorno a giorno. 
Nell'ufficio del mattino si recitano un gruppo invariabile di salmi: 109, 90, 103:1–6, 112, 92, 148, 150, 116. Nei giorni festivi si recita il salmo 146 dopo il salmo 148, e alla fine si recita il salmo 1:1–18.
Il resto degli uffici consiste in preghiere, antifone, litanie e versi (giyura) inseriti, come nella greca Stichera, tra i versi dei salmi. Nelle domeniche invece del Salmo 146 vengono recitato il Gloria in excelsis Deo e il Cantico di Zaccaria.
Nell'anno liturgico, l'anno è diviso in periodi di sette settimane ciascuno chiamate Shawu'i, e sono: l'Avvento, (chiamatao Subara, Annunciazione), Epifania, Quaresima, Pasqua, gli Apostoli, Estate, Elia e la Croce, Mosè e la Dedicazione (Qudash idta). Le ultime due, Mose e la Dedicazione, durano solo quattro settimane ciascuno.
Oltre alle principali feste cristiane, come il Natale, l'Epifania e la Dormizione, vi sono anche i seguenti periodi di digiuno:
- digiuno di Mar Zaya (tre giorni dopo la seconda domenica di Natale)
- digiuno delle Vergini (dopo la prima domenica di Epifania)
- digiuno di Ninive (settanta giorni prima di Pasqua)
- digiuno di Mart Mariam (Nostra Signora) (dal primo al 14 di agosto)

## Rito siro-occidentale
Il rito siriaco occidentale è usato dalla Chiesa ortodossa siriaca e dalla Chiesa cattolica siriaca, ed ha origine dall'antico rito di Antiochia in lingua siriaca.
In accordo con il salmo 118, che esorta a pregare sette volte al giorno, il rito prevede sette uffici:
- Vespri (Ramsho);
- Compieta, detta Preghiera per la protezione (Sootoro), ispirata al Salmo 90;
- Mattutino (Lilyo);
- Lodi o Ora Prima (Saphro);
- Ora Terza (Tloth sho`in);
- Ora Sesta (Sheth sho`in);
- Ora Nona (Tsha` sho`in).

Il libro delle Ore è chiamato Shhimo (Preghiera Comune), che ordina gli uffici di ogni giorno della settimana. Ogni ufficio inizia e si conclude con una quawmo, un gruppo di preghiere che include il Padre Nostro. Alla fine dell'ufficio è recitato il Credo niceno. Gran parte dell'ufficio consiste in lunghe poesie liturgiche composte ad hoc, simili alle odi bizantine.

## Rito armeno
Il rito armeno è usato dalla Chiesa apostolica armena e dalla Chiesa cattolica armena e prevede nove uffici.
- Notturno (a mezzanotte), dedicato alla preghiera a Dio Padre, ed è basato sul ringraziamento a Dio per il riposo e la richiesta di passare la notte in pace e tranquillità e di risvegliarsi al mattino in purezza e in grazia di Dio;
- Mattutino, (all'alba) dedicato alla preghiera a Dio Figlio e ricorda la risurrezione di Cristo e la sua apparizione a Maria Maddalena;
- Ora Prima (ore 6:00), dedicato alla preghiera allo Spirito Santo e ricorda l'apparizione di Cristo ai discepoli dopo la Risurrezione;
- Ora Terza (ore 9:00), dedicata allo Spirito Santo, ricorda la disobbedienza di Eva e la liberazione della condanna attraverso Gesù Cristo, ed ha un profondo significato penitenziale;
- Ora Sesta (ore 12:00), dedicata a Dio Padre, ricorda la crocifissione di Gesù, le preghiere di questo servizio chiedono l'aiuto di Dio nei confronti della debole natura umana;
- Ora Nona (ore 15:00), dedicata a Dio Figlio, ricorda la morte di Cristo in croce e la liberazione dell'umanità dalla schiavitù del peccato e della morte;
- Vespro (prima del tramonto), dedicato a Dio Figlio, ricorda la sepoltura di Cristo e si chiede a Dio una serata tranquilla e un riposo in pace;
- Preghiera della pace (dopo il tramonto), dedicato allo Spirito Santo, ricorda la discesa di Cristo agli inferi e la liberazione dei giusti dai tormenti;
- Preghiera del riposo (prima di andare a dormire), dedicato a Dio Padre, anticamente era la continuazione del servizio del riposo.